# Olof Ahlberg (skulptör)

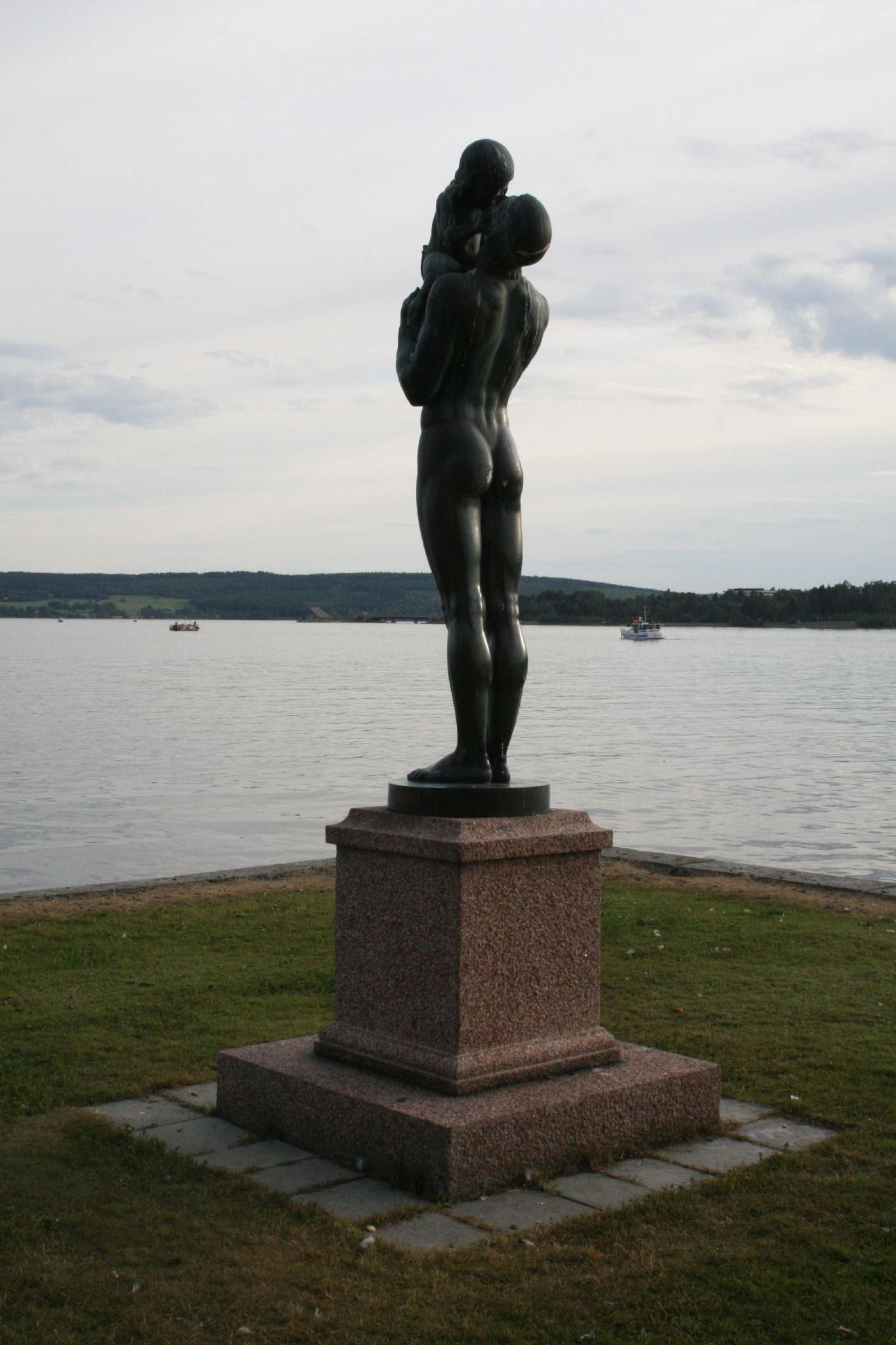
Far och son i Badhusparken i Östersund.

Olof Ahlberg, född 18 november 1876 i byn Storhögen, Häggenås socken, Jämtlands län, död 8 juni 1956 i Stockholms län, var en svensk skulptör. Han är känd för sina naturtrogna människoskildringar och klassiserande stil.

## Biografi
Ahlberg föddes som son till hemmansägaren Olof Olofsson och Sara Olofsdotter. Vid 22 års ålder arbetade han i jordbruket, men bestämde sig då för att bli konstnär. År 1901 inskrevs han vid Tekniska skolan i Stockholm, och tvingades att bekosta sina studier med extraarbete tills han erhöll Kommerskollegiums stipendium 1906. För de stipendiepengarna reste han till Tyskland och Paris. När han återkom till Stockholm flyttade han tillsammans med sin fru in i en ateljévåning på Valhallavägen 116, som tidigare tillhört prins Eugen och där han kom att skapa de flesta av sina verk. Andra studieresor till Italien 1921 och 1923 fick inflytande på hans stil. Hans skulpturer bär ofta tydliga drag av både antik estetik och jugend. Flertalet verk är gjorda i brons eller marmor, men han experimenterade även med trä och granit.
| ”                | Den klassiska eller nordisk-antika stil som blev hans och som han förblev trogen bygger på intryck från antikens konst, influenser från den nya europeiska skulpturen och nordisk naturalism. | „ |
| – Rickard Näslin | |   |

Ahlberg är representerad på Nationalmuseum, Kalmar konstmuseum, Moderna museet, i Budapest och på Stockholms stadsbibliotek. Han har även utsmyckat Östersunds rådhus, Stora torget i Strängnäs samt flera kyrkor, och deltagit i utsmyckningstävlingar med medtävlare som Carl Milles, Bror Hjorth och Carl Eldh. Utförande av minnesvård av bland andra Carl Vilhelm Scheele i Köping, samt av minnestavla över Alfred Nobel i Stockholms stadshus, är exempel på uppdrag som tillföll Ahlberg.
Under andra världskriget var Ahlberg medlem i Riksföreningen Sverige–Tyskland samt i den fascistiska organisationen Svensk Opposition. Åren 1908–36 var han gift med Anna Granberg. Han är begraven på Häggenås kyrkogård i Jämtland.

## Offentliga verk i urval
- Tvagning (1909) föreställandes Ahlbergs fru, Anna Granberg
- Sorg (1909–12), granit, vid Alf Wallanders grav
- Far och son (1917) skänkt till Samfundet Manhem i vars konstnärliga råd han ingick
- Bronsportar (1921), huvudentré till Handelsbankens huvudkontor i Stockholm
- Far och son (1922), Östersund (ej samma motiv som Far och son från 1917)
- Innerlighet (1923)
- De fyra årstiderna (1932), brunnstaty på Stora torget i Strängnäs
- Moderslycka (1936) för Eastmaninstitutet
- Afrodite (1952)